# Atsijkva
Atsijkva (en georgiano: აციჯქვა; en armenio: Ացիջկվա) o Atsijkua (en abjasio: Аҟәара) es una aldea que pertenece a la parcialmente reconocida República de Abjasia, parte del distrito de Gagra, aunque de iure pertenece al municipio de Gagra de la República Autónoma de Abjasia de Georgia.

## Toponimia
Hasta la década de 1960, la aldea se llamaba Osechko (en ruso: Осечко).

## Geografía
Atsijkva se encuentra en el margen izquierdo del río Bzipi, a 5 km del mar Negro y a 24 km de Gagra. Las aldea se administra desde el pueblo de Lidzava.

## Demografía
La evolución demográfica de Atsijkva entre 1959 y 1989 fue la siguiente:
| 245                                                 | 454 |
| (Fuente: Population of Abkhazia since Soviet times) |     |

Según el censo de 1959, la mayoría de la población local eran armenios y abjasios.